# Sphaerotilus
Sphaerotilus es una género de bacterias gramnegativas filamentosas de la familia Comamonadaceae. Fue descrito en el año 1833. Su etimología hace referencia a agregación esférica. Se encuentran en ambientes acuáticos y en ambientes domésticos como aguas residuales y lodos activados. Se agrupa formando cadenas con una vaina uniforme, que se puede unir a superficies sólidas. Las células que se liberan del extremo de la vaina son móviles por flagelos polares. Contiene gránulos de polihidroxibutirato cómo almacenaje.

## Taxonomía
Actualmente hay 3 especies descritas:
- Sphaerotilus hippei
- Sphaerotilus montanus
- Sphaerotilus natans
  - Sphaerotilus natans subsp. natans
  - Sphaerotilus natans subsp. sulfidivorans